# Ronald Prins
Ronald Prins (Den Haag, 15 februari 1969) is een Nederlandse ondernemer. Hij geldt als expert op het gebied van internetbeveiliging. Van 1999 tot 2017 stond hij aan het hoofd van Fox-IT.

## Levensloop
Prins studeerde technische wiskunde aan de Technische Universiteit Delft. Als student had hij al een fascinatie voor computers en het toen net opkomende internet. Hij luisterde vaak met zijn eigen scanner politiekanalen af. Na zijn afstuderen in 1994 kwam Prins in dienst van het Nederlands Forensisch Instituut. Daar hield hij zich bezig met het breken (ontcijferen) van versleutelingen die criminelen gebruiken bij hun onderlinge internetcommunicatie. In 1998 stapte Prins over naar de AIVD, die toen juist zijn eerste stappen op het internet zette. Na een jaar vertrok hij daar alweer.
Samen met Menno van der Marel richtte Prins in 1999 het bedrijf Fox-IT op. Dit bedrijf groeide in de jaren daarna uit tot een vooraanstaand internetbeveiligingsbedrijf, dat diensten levert aan overheden, grote bedrijven en geheime diensten als de FBI. Naar buiten toe was Prins het gezicht van Fox-IT. Zijn bekendheid groeide snel door veelvuldige optredens in de media. In november 2015 werd Fox-IT voor 133 miljoen euro overgenomen door door NCC Group uit Manchester. Prins verliet het bedrijf in december 2017. Na zijn vertrek werd Prins onder andere lid van de Toetsingscommissie Inzet Bevoegdheden (TIB) van de Inlichtingen- en Veiligheidsdiensten. Deze benoeming werd bekritiseerd, omdat hij eerder zelf in dienst was van de veiligheidsdiensten. Samen met Ad Scheepbouwer begon hij tevens een investeringsfonds in nieuwe technologieën.

## Persoonlijk
Prins is getrouwd en heeft vier zonen. Hij heeft de bijnaam De machtigste nerd van Nederland.